# SAC-Skitourenskala
Die SAC-Skitourenskala ist eine vom SAC (Schweizer Alpen-Club) speziell für Skitouren entwickelte Schwierigkeitsskala.

## Aufbau der Skala
1. Die Gesamtbewertung (Grad) der Skitouren entspricht dem Spitzenwert der Hauptkriterien.
2. Bei Einbezug von Hilfskriterien wurde der Schwierigkeitsgrad um eine Drittelstufe angehoben (z. B. von WS+ auf ZS-).
3. Ein minus (−) weist auf geringere Schwierigkeiten als der angegebene Schwierigkeitsgrad hin. Ein plus (+) auf höhere.
4. Bei den Schwierigkeitsangaben handelt es sich um Richtwerte bei guten Schnee-, Witterungs- und Sichtverhältnissen.
5. Die Bewertung bezieht sich ausschliesslich auf den skifahrerischen Teil der Touren. Alpintechnische Schwierigkeiten sind im Beschreibungskopf separat umschrieben (Bewertung: UIAA-Skala für Kletterstellen, dazu Wortbeschrieb für den Fussaufstieg).

## Hauptkriterien
| Grad                                | Steilheit | Ausgesetztheit                                                       | Geländeform Aufstieg und Abfahrt | Engpässe in der Abfahrt                                                                     | Beispiele aus Berner Alpen West, aus Berner Alpen Ost                                       |
| L leicht (+)                        | bis 30°   | keine Ausrutschgefahr                                                | weich, hügelig, glatter Untergrund | keine Engpässe                                                                              | Niderhorn von Boltigen Steghorn von Lämmerenhütte Faulhorn von Süden Grünhornlücke          |
| WS wenig schwierig (−/+)            | ab 30°    | kürzere Rutschwege, sanft auslaufend                                 | überwiegend offene Hänge mit kurzen Steilstufen. Hindernisse mit Ausweichmöglichkeiten (Spitzkehren nötig)                              | Engpässe kurz und wenig steil                                                               | Bunderspitz Arpelistock von Geltenhütte Sattelhorn (Kandertal) Sattelhorn (Driest)          |
| ZS ziemlich schwierig (−/+)         | ab 35°    | längere Rutschwege mit Bremsmöglichkeiten (Verletzungsgefahr)        | kurze Steilstufen ohne Ausweichmöglichkeiten, Hindernisse in mässig steilem Gelände erfordern gute Reaktion (sichere Spitzkehren nötig) | Engpässe kurz, aber steil                                                                   | Männliflue von Süden Rinderhorn Normalweg Bundstock von Kandersteg Grosshorn von Süden      |
| S schwierig (−/+)                   | ab 40°    | lange Rutschwege, teilweise in Steilstufen abbrechend (Lebensgefahr) | Steilhänge ohne Ausweichmöglichkeiten. Viele Hindernisse erfordern eine ausgereifte und sichere Fahrtechnik                             | Engpässe lang und steil. Kurzschwingen für Könner noch möglich                              | Winterhore N-Flanke Vorder Lohner SW-Flanke Altels NW-Flanke Dreispitz Wyssi Frau NW-Rücken |
| SS sehr schwierig (−/+)             | ab 45°    | Rutschwege in Steilstufen abbrechend (Lebensgefahr)                  | allgemein sehr anhaltend steiles Gelände. Oft mit Felsstufen durchsetzt. Viele Hindernisse in kurzer Folge                              | Engpässe lang und sehr steil. Abrutschen und Quersprünge nötig                              | Märe N-Couloir Balmhorn N-Wand direkt Dündenhorn S-Seite Lauteraarhorn Mönch S-Wand         |
| AS ausserordentlich schwierig (−/+) | ab 50°    | äusserst ausgesetzt                                                  | äusserst steile Flanken oder Couloirs. Keine Erholungsmöglichkeit in der Abfahrt                                                        | Engpässe lang und sehr steil, mit Stufen durchsetzt, nur Quersprünge und Abrutschen möglich | Mönch NE-Wand                                                                               |
| EX extrem schwierig                 | ab 55°    | extrem ausgesetzt                                                    | extreme Steilwände und Couloirs | evtl. Abseilen über Felsstufen nötig                                                        | Eiger NE-Wand                                                                               |

## Hilfskriterien
- Erschwerte Orientierung in Aufstieg und Abfahrt
- Routenverlauf nicht einsehbar
- Routenfehler sind kaum oder gar nicht mehr korrigierbar.

## Weitere SAC-Skalen
- SAC-Schneeschuhtourenskala
- SAC-Wanderskala
- SAC-Berg- und Hochtourenskala
- SAC-Absicherungsskala